# Pijlstaarten
De pijlstaarten (Sphingidae) zijn een familie van motten in de superfamilie Bombycoidea. De meeste pijlstaarten zijn grote vlinders die 's nachts vliegen; de kleinere soorten vliegen meestal overdag. Over de hele wereld zijn ruim duizend soorten bekend. Pijlstaarten zijn vooral soortenrijk in de tropen. In Nederland en België zijn ze erg zeldzaam, en de algemene soorten leven een verborgen leven.
Sommige pijlstaarten, zoals de kolibrievlinder, zijn in staat om stil in de lucht te hangen terwijl ze zich voeden met nectar uit bloemen. Dit zweefvermogen is slechts vier keer geëvolueerd in nectardrinkende dieren: in kolibries, bepaalde vleermuizen, zweefvliegen en de pijlstaarten (een opmerkelijk voorbeeld van convergente evolutie). Pijlstaarten zijn veel bestudeerd vanwege hun behendige vlieggedrag. Naast zweven kunnen ze ook zeer snel zijwaarts vliegen, vermoedelijk een manier om aan roofdieren te ontsnappen.

## Kenmerken
De naam is afgeleid van een typisch kenmerk van de rupsen die een verharde stekel op hun achterste segment dragen. De rupsen zijn meestal groot en kleurig, maar net zo dat ze niet opvallen in de waardplant. Pijlstaarten hebben vaak bonte kleuren. De grootste pijlstaart is Cocytius antaeus. Deze heeft een spanwijdte van ongeveer 17,5 centimeter. De pijlstaart met voor zover bekend de langste roltong is de soort Xanthopan morgani met een lengte van ongeveer 30 centimeter. Ze hebben een gestroomlijnd lichaam en smalle vleugels. Ze kunnen snelheden halen van 50 km/uur. De vleugelspanwijdte varieert van 3,5 tot 15 cm.
Van enkele soorten uit de groep Choerocampina is bekend dat ze ultrasone geluiden kunnen produceren. Het is niet bekend welke functie het ultrasone geluid van de pijlstaarten heeft.

## Leefwijze
Deze vlinders voeden zich met nectar. De vliegwijze en manier van voeden lijkt op die van kolibries. De kolibrievlinder (Macroglossum stellatarum) heeft hier zijn naam aan te danken. De vlinders slaan razendsnel met hun vleugels en hangen hierbij stil in de lucht voor de bloem. Met de lange roltong wordt vervolgens nectar opgezogen. Het vliegen kost veel energie en de vlinders moeten voortdurend nectar drinken om aan hun energiebehoefte te voldoen. Tijdens een vlucht kan de lichaamstemperatuur van de vlinder oplopen tot 40°C. Sommige soorten zijn dagactief, maar de meesten zijn nachtactief. Van een aantal soorten is bekend dat ze grote afstanden kunnen afleggen; dergelijke soorten worden wel trekvlinders genoemd.
Zowel mannetjes als vrouwtjes leven relatief lang (10 tot 30 dagen). De vrouwtjesvlinders leggen doorschijnende groene eieren. De eieren worden meestal enkelvoudig gelegd. Ei-ontwikkeling varieert sterk, van 3 tot 21 dagen.

## Verspreiding en leefgebied
Deze familie komt wereldwijd voor in tropische en subtropische streken op bloemen.

## Pijlstaarten in Nederland en België
In Nederland zijn 19 soorten pijlstaarten vastgesteld, in België een tiental meer.
- Acherontia atropos - Doodshoofdvlinder
- Agrius convolvuli - Windepijlstaart
- Cephonodes hylas (niet in Nederland)
- Daphnis nerii - Oleanderpijlstaart
- Deilephila elpenor - Groot avondrood
- Deilephila porcellus - Klein avondrood
- Eumorpha pandorus (niet in Nederland)
- Hemaris diffinis (niet in Nederland)
- Hemaris fuciformis - Glasvleugelpijlstaart
- Hemaris tityus - Hommelvlinder
- Hippotion celerio - Wingerdpijlstaart
- Hyles euphorbiae - Wolfsmelkpijlstaart
- Hyles gallii - Walstropijlstaart
- Hyles livornica - Gestreepte pijlstaart
- Hyles tithymali (niet in Nederland)
- Laothoe amurensis (niet in Nederland)
- Laothoe populi - Populierenpijlstaart
- Macroglossum stellatarum - Kolibrievlinder, Meekrapvlinder, Onrust
- Manduca sexta - Tabakspijlstaart (niet in Nederland)
- Marumba quercus - Eikenpijlstaart
- Mimas tiliae - Lindepijlstaart
- Polyptychoides assimilis (niet in Nederland)
- Proserpinus proserpina - Teunisbloempijlstaart
- Smerinthus ocellata - Pauwoogpijlstaart, Avondpauwoog
- Sphinx ligustri - Ligusterpijlstaart
- Sphinx pinastri - Dennenpijlstaart
- Xanthopan morgani (niet in Nederland)
- Xylophanes chiron (niet in Nederland)

## Taxonomie
De volgende taxa zijn bij de familie ingedeeld:
- - Geslacht  † Mioclanis Zhang, Sun & Zhang, 1994
  - Geslacht  † Sphingidites Kernbach, 1967
  - Geslacht  † Teisseirei Roselli, 1939
- Onderfamilie Langiinae Tutt, 1904
  - Geslacht Langia Moore, 1872
- Onderfamilie Macroglossinae Harris, 1839
  - Tribus Dilophonotini Burmeister, 1878
    - Subtribus Dilophonotina Burmeister, 1878
      - Geslacht Aellopos Hübner, [1819]
      - Geslacht Baniwa Lichy, 1981
      - Geslacht Callionima Lucas, 1857
      - Geslacht Erinnyis Hübner, [1819]
      - Geslacht Eupyrrhoglossum Grote, 1865
      - Geslacht Hemeroplanes Hübner, [1819]
      - Geslacht Isognathus Felder, C. & Felder, R., 1861
      - Geslacht Kloneus Skinner, 1923
      - Geslacht Madoryx Boisduval, [1875]
      - Geslacht Nyceryx Boisduval, [1875]
      - Geslacht Oryba Walker, 1856
      - Geslacht Pachylia Walker, 1856
      - Geslacht Pachylioides Hodges, 1971
      - Geslacht Perigonia Herrich-Schäffer, [1854]
      - Geslacht Phryxus Hübner, [1819]
      - Geslacht Protaleuron Rothschild & Jordan, 1903
      - Geslacht Pseudosphinx Burmeister, 1855
      - Geslacht Stolidoptera Rothschild & Jordan, 1903

    - Subtribus Philampelina Burmeister, 1878
      - Geslacht Aleuron Boisduval, 1870
      - Geslacht Amphion Hübner, [1819]
      - Geslacht Cautethia Grote, 1865
      - Geslacht Enyo Hübner, [1819]
      - Geslacht Eumorpha Hübner, [1807]
      - Geslacht Euproserpinus Grote & Robinson, 1865
      - Geslacht Himantoides Butler, 1876
      - Geslacht Pachygonidia Fletcher, 1982
      - Geslacht Proserpinus Hübner, [1819]
      - Geslacht Sphecodina Blanchard, 1840
      - Geslacht Unzela Walker, 1856

  - Tribus Hemarini Tutt, 1902
    - Geslacht Cephonodes Hübner, [1819]
    - Geslacht Hemaris Dalman, 1816

  - Tribus Macroglossini Harris, 1839
    - Subtribus "Sphingonaepiopsis geslachtengroep"
      - Geslacht Neogurelca Hogenes & Treadaway, 1993
      - Geslacht Sphingonaepiopsis Wallengren, 1858

    - Subtribus Acosmerygina Tutt, 1904
      - Geslacht Acosmeryx Boisduval, [1875]
      - Geslacht Dahira Moore, 1888
      - Geslacht Deidamia Clemens, 1859
      - Geslacht Micracosmeryx Mell, 1922

    - Subtribus Choerocampina	Grote & Robinson, 1865
      - Geslacht Basiothia Walker, 1856
      - Geslacht Cechenena Rothschild & Jordan, 1903
      - Geslacht Cechetra Zolotuhin & Ryabov, 2012
      - Geslacht Centroctena Rothschild & Jordan, 1903
      - Geslacht Chaerocina Rothschild & Jordan, 1903
      - Geslacht Deilephila [Laspeyres], 1809
      - Geslacht Euchloron Boisduval, [1875]
      - Geslacht Griseosphinx Cadiou & Kitching, 1990
      - Geslacht Hippotion Hübner, [1819]
      - Geslacht Hyles Hübner, [1819]
      - Geslacht Pergesa Walker, 1856
      - Geslacht Phanoxyla Rothschild & Jordan, 1903
      - Geslacht Rhagastis Rothschild & Jordan, 1903
      - Geslacht Rhodafra Rothschild & Jordan, 1903
      - Geslacht Theretra Hübner, [1819]
      - Geslacht Xylophanes Hübner, [1819]

    - Subtribus Clarinina Tutt, 1904
      - Geslacht Acosmerycoides Mell, 1922
      - Geslacht Ampelophaga Bremer & Grey, 1853
      - Geslacht Clarina Tutt, 1903
      - Geslacht Darapsa Walker, 1856
      - Geslacht Elibia Walker, 1856
      - Geslacht Enpinanga Rothschild & Jordan, 1903

    - Subtribus Macroglossina	Harris, 1839
      - Geslacht Altijuba Lachlan, 1999
      - Geslacht Angonyx Boisduval, [1875]
      - Geslacht Antinephele Holland, 1889
      - Geslacht Atemnora Rothschild & Jordan, 1903
      - Geslacht Cizara Walker, 1856
      - Geslacht Daphnis Hübner, [1819]
      - Geslacht Eurypteryx Felder, C. & Felder, R., 1874
      - Geslacht Giganteopalpus Huwe, 1895
      - Geslacht Hayesiana Fletcher, 1982
      - Geslacht Hypaedalea Butler, 1877
      - Geslacht Leucostrophus Rothschild & Jordan, 1903
      - Geslacht Maassenia Saalmüller, 1884
      - Geslacht Macroglossum Scopoli, 1777
      - Geslacht Nephele Hübner, [1819]
      - Geslacht Pseudenyo Holland, 1889
      - Geslacht Pseudoangonyx Eitschberger, 2010
      - Geslacht Rethera Rothschild & Jordan, 1903
      - Geslacht Temnora Walker, 1856
      - Geslacht Temnoripais Rothschild & Jordan, 1903
      - Geslacht Tinostoma Rothschild & Jordan, 1903
      - Geslacht Zacria Haxaire & Melichar, 2003

    - Subtribus Incertae Sedis
      - Geslacht Eupanacra Cadiou & Holloway, 1989
      - Geslacht Gnathothlibus Wallengren, 1858
      - Geslacht Microsphinx Rothschild & Jordan, 1903
      - Geslacht Odontosida Rothschild & Jordan, 1903
- Onderfamilie Smerinthinae Grote & Robinson, 1865
  - "Cypa geslachtengroep"
    - Geslacht Cypa Walker, [1865]
    - Geslacht Cypoides Matsumura, 1921
    - Geslacht Grillotius Rougeot, 1973
    - Geslacht Rhodambulyx Mell, 1939
    - Geslacht Rhodoprasina Rothschild & Jordan, 1903
    - Geslacht Smerinthulus Huwe, 1895

  - "Polyptychus geslachtengroep"
    - Geslacht Andriasa Walker, 1856
    - Geslacht Chloroclanis Carcasson, 1968
    - Geslacht Neopolyptychus Carcasson, 1968
    - Geslacht Polyptychus Hübner, [1819]
    - Geslacht Pseudoclanis Rothschild, 1894

  - Tribus Ambulycini Butler, 1876
    - Geslacht Adhemarius Oiticica Filho, 1939
    - Geslacht Akbesia Rothschild & Jordan, 1903
    - Geslacht Ambulyx Westwood, 1847
    - Geslacht Amplypterus Hübner, [1819]
    - Geslacht Barbourion Clark, 1934
    - Geslacht Batocnema Rothschild & Jordan, 1903
    - Geslacht Compsulyx Holloway, 1979
    - Geslacht Orecta Rothschild & Jordan, 1903
    - Geslacht Protambulyx Rothschild & Jordan, 1903
    - Geslacht Trogolegnum Rothschild & Jordan, 1903

  - Tribus Incertae Sedis
    - Geslacht Afrosphinx Carcasson, 1968
    - Geslacht Agnosia Rothschild & Jordan, 1903
    - Geslacht Anambulyx Rothschild & Jordan, 1903
    - Geslacht Callambulyx Rothschild & Jordan, 1903
    - Geslacht Ceridia Rothschild & Jordan, 1903
    - Geslacht Coequosa Walker, 1856
    - Geslacht Craspedortha Mell, 1922
    - Geslacht Falcatula Carcasson, 1968
    - Geslacht Imber Moulds, Tuttle & Lane, 2010
    - Geslacht Lophostethus Butler, 1876
    - Geslacht Microclanis Carcasson, 1968
    - Geslacht Opistoclanis Jordan, 1929
    - Geslacht Oplerclanis Eitschberger, 2007
    - Geslacht Parum Rothschild & Jordan, 1903
    - Geslacht Platysphinx Rothschild & Jordan, 1903
    - Geslacht Poliodes Rothschild & Jordan, 1903
    - Geslacht Rufoclanis Carcasson, 1968
    - Geslacht Xenosphingia Jordan, 1920

  - Tribus Leucophlebiini Boisduval, 1875
    - Geslacht Afroclanis Carcasson, 1968
    - Geslacht Clanidopsis Rothschild & Jordan, 1903
    - Geslacht Clanis Hübner, [1819]
    - Geslacht Leptoclanis Rothschild & Jordan, 1903
    - Geslacht Leucophlebia Westwood, 1847
    - Geslacht Malgassoclanis Carcasson, 1968
    - Geslacht Neoclanis Carcasson, 1968
    - Geslacht Phylloxiphia Rothschild & Jordan, 1903
    - Geslacht Pseudandriasa Carcasson, 1968
    - Geslacht Pseudopolyptychus Carcasson, 1968
    - Geslacht Rhadinopasa Karsch, 1891
    - Geslacht Viriclanis Aarvik, 1999

  - Tribus Mimatini Tutt, 1902
    - Geslacht Amorpha Hübner, [1809]
    - Geslacht Mimas Hübner, [1819]
    - Geslacht Morwennius Cassidy, Allen & Harman, 2002
    - Geslacht Phyllosphingia Swinhoe, 1897

  - Tribus Sataspedini Zolotuhin & Ryabov, 2012
    - Geslacht Afrosataspes Basquin & Cadiou, 1986
    - Geslacht Sataspes Moore, [1858]

  - Tribus Sichiini Tutt, 1902
    - Geslacht Daphnusa Walker, 1856
    - Geslacht Gynoeryx Carcasson, 1968
    - Geslacht Likoma Rothschild & Jordan, 1903
    - Geslacht Marumba Moore, [1882]

  - Tribus Smerinthini Grote & Robinson, 1865
    - Geslacht Laothoe Fabricius, 1807
    - Geslacht Pachysphinx Rothschild & Jordan, 1903
    - Geslacht Paonias Hübner, [1819]
    - Geslacht Smerinthus Latreille, [1802]
- Onderfamilie Sphinginae Latreille, 1802
  - Sphinginae "Australische Sphingulini"
    - Geslacht Coenotes Rothschild & Jordan, 1903
    - Geslacht Hopliocnema Rothschild & Jordan, 1903
    - Geslacht Synoecha Rothschild & Jordan, 1903
    - Geslacht Tetrachroa Rothschild & Jordan, 1903

  - Tribus Monardini	 Haxaire & Minet, 2017
    - Geslacht Monarda Druce, 1896

  - Tribus Pentateuchini 	Haxaire & Minet, 2017
    - Geslacht Pentateucha Swinhoe, 1908

  - Tribus Sphingini Latreille, 1802
    - "Psilogramma geslachtsgroep"
      - Geslacht Leucomonia Rothschild & Jordan, 1903
      - Geslacht Notonagemia Zolotuhin & Ryabov, 2012
      - Geslacht Pantophaea Jordan, 1946
      - Geslacht Poliana Rothschild & Jordan, 1903
      - Geslacht Psilogramma Rothschild & Jordan, 1903

    - Subtribus Acherontiina Boisduval, 1875
      - Geslacht Acherontia [Laspeyres], 1809
      - Geslacht Agrius Hübner, [1819]
      - Geslacht Callosphingia Rothschild & Jordan, 1916
      - Geslacht Coelonia Rothschild & Jordan, 1903
      - Geslacht Megacorma Rothschild & Jordan, 1903

    - Subtribus Cocytiina Tutt, 1904
      - Geslacht Amphimoea Rothschild & Jordan, 1903
      - Geslacht Cerberonoton Zolotuhin & Ryabov, 2012
      - Geslacht Cocytius Hübner, [1819]
      - Geslacht Neococytius Hodges, 1971
      - Geslacht Panogena Rothschild & Jordan, 1903
      - Geslacht Xanthopan Rothschild & Jordan, 1903

    - Subtribus Sphingina Latreille, 1802
      - Geslacht Apocalypsis Rothschild & Jordan, 1903
      - Geslacht Ceratomia Harris, 1839
      - Geslacht Dolba Walker, 1856
      - Geslacht Dolbogene Rothschild & Jordan, 1903
      - Geslacht Dovania Rothschild & Jordan, 1903
      - Geslacht Ellenbeckia Rothschild & Jordan, 1903
      - Geslacht Euryglottis Boisduval, [1875]
      - Geslacht Hoplistopus Rothschild & Jordan, 1903
      - Geslacht Ihlegramma Eitschberger, 2003
      - Geslacht Isoparce Rothschild & Jordan, 1903
      - Geslacht Lapara Walker, 1856
      - Geslacht Lintneria Butler, 1876
      - Geslacht Litosphingia Jordan, 1920
      - Geslacht Lomocyma Rothschild & Jordan, 1903
      - Geslacht Manduca Hübner, [1807]
      - Geslacht Meganoton Boisduval, [1875]
      - Geslacht Nannoparce Rothschild & Jordan, 1903
      - Geslacht Neogene Rothschild & Jordan, 1903
      - Geslacht Oligographa Rothschild & Jordan, 1903
      - Geslacht Paratrea Grote, 1903
      - Geslacht Praedora Rothschild & Jordan, 1903
      - Geslacht Pseudodolbina Rothschild, 1894
      - Geslacht Rothinjoa Zolotuhin & Ryabov, 2012
      - Geslacht Sagenosoma Jordan, 1946
      - Geslacht Sphinx Linnaeus, 1758
      - Geslacht Taboribia Strand, 1910
      - Geslacht Thamnoecha Rothschild & Jordan, 1903

  - Tribus Sphingulini Rothschild & Jordan, 1903
    - Geslacht Dolbina Staudinger, 1877
    - Geslacht Kentrochrysalis Staudinger, 1887
    - Geslacht Sphingulus Staudinger, 1887

## Afbeeldingen

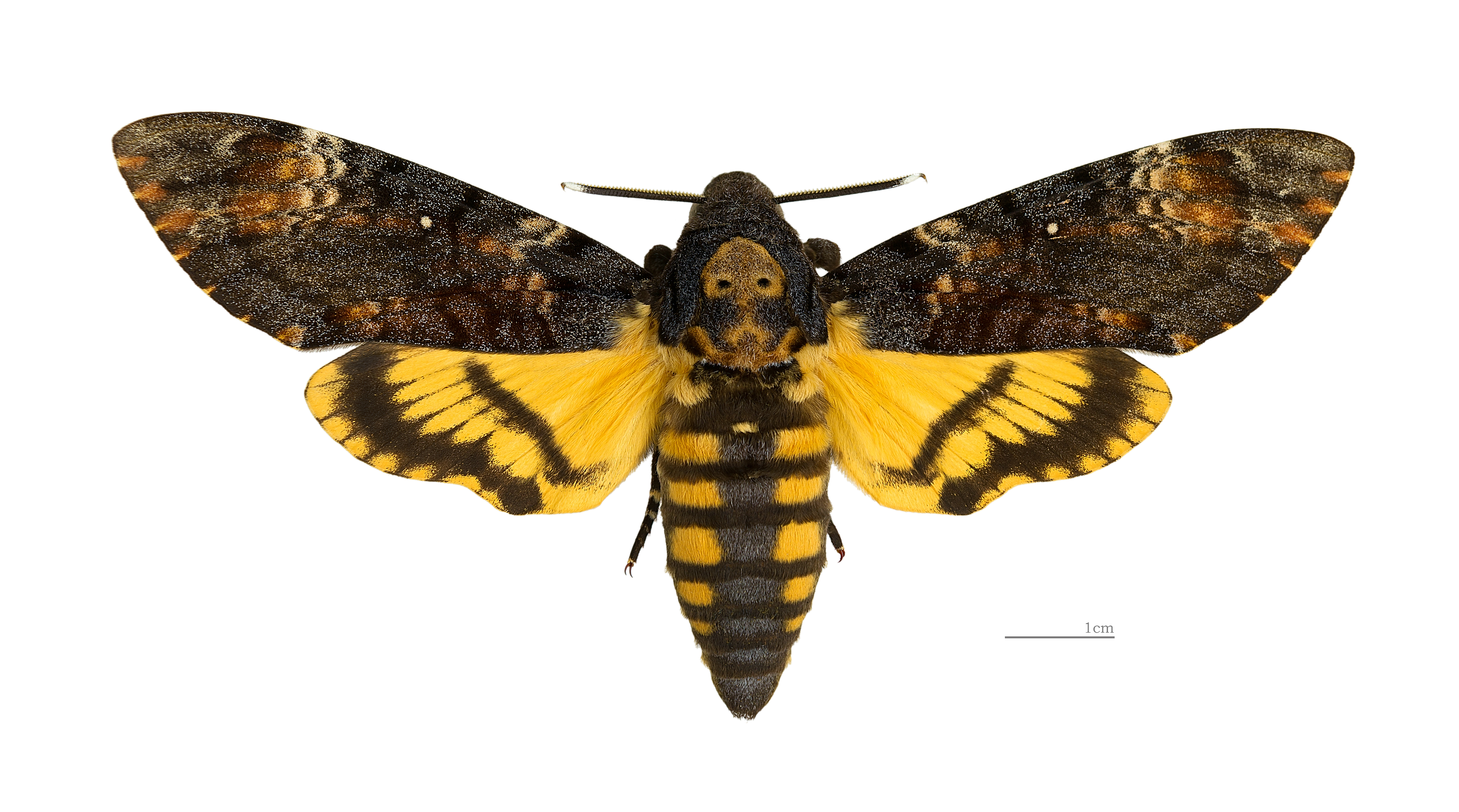
Acherontia atropos Doodshoofdvlinder
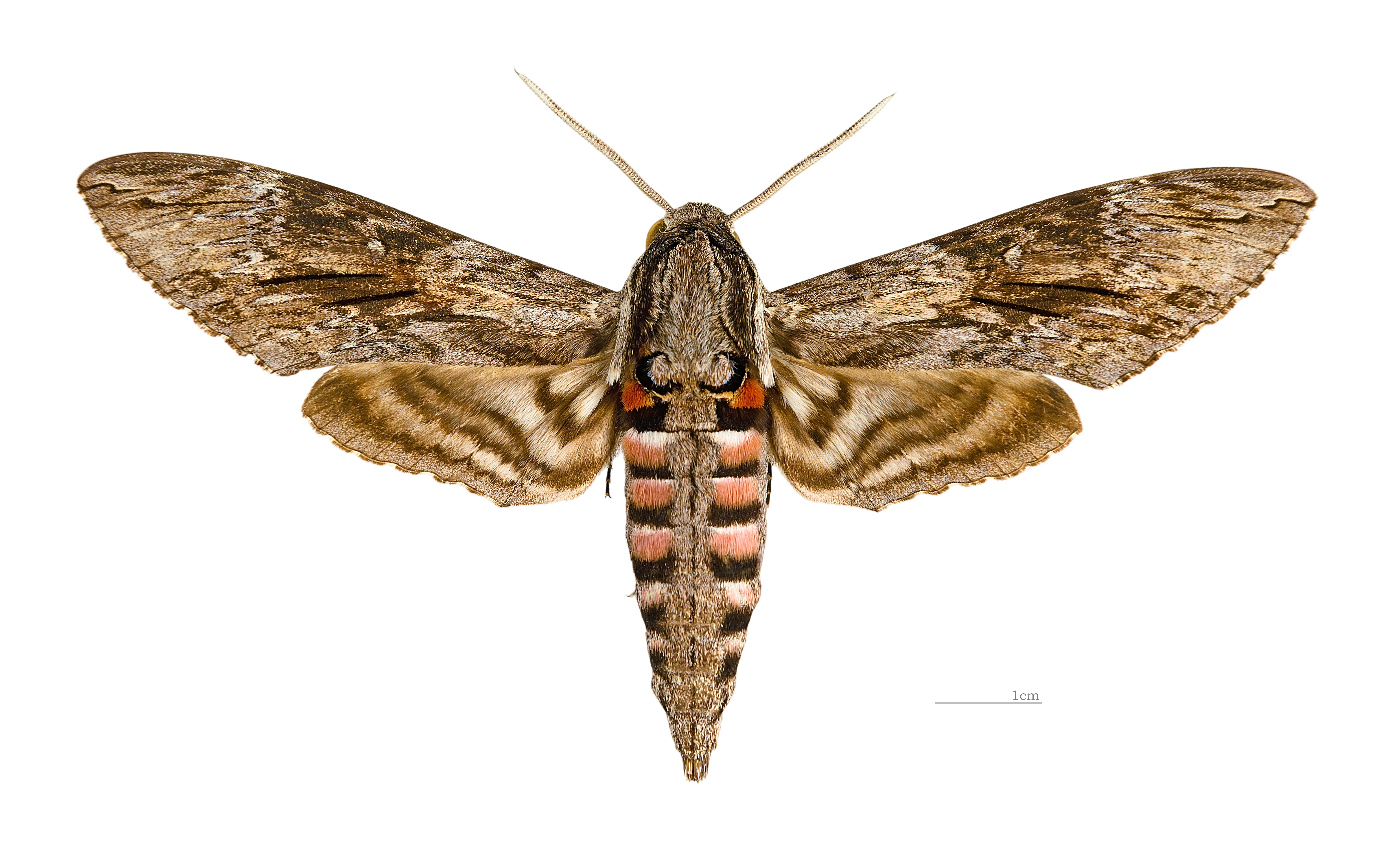
Agrius convolvuli Windepijlstaart
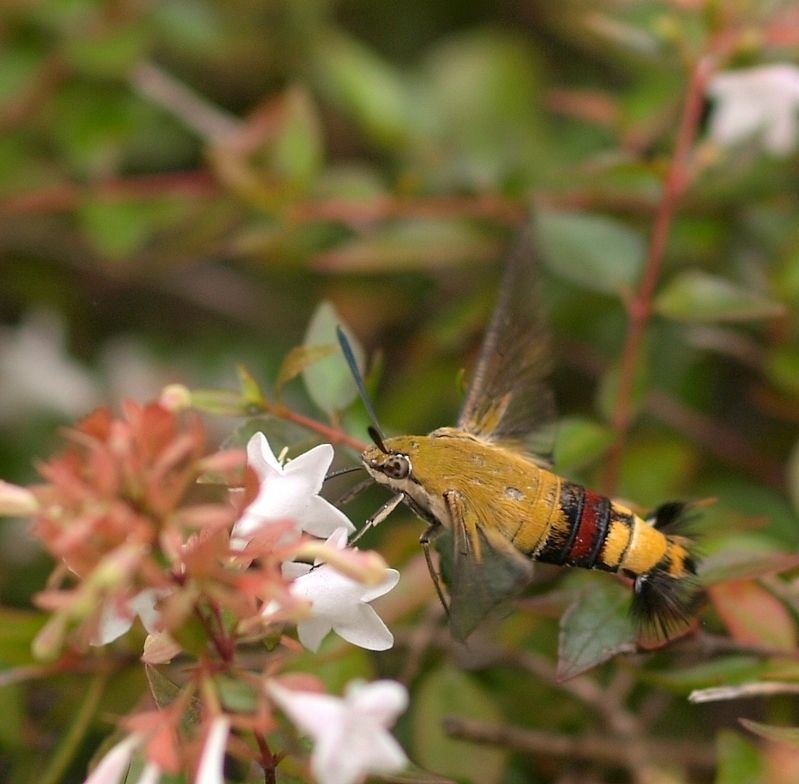
Cephonodes hylas
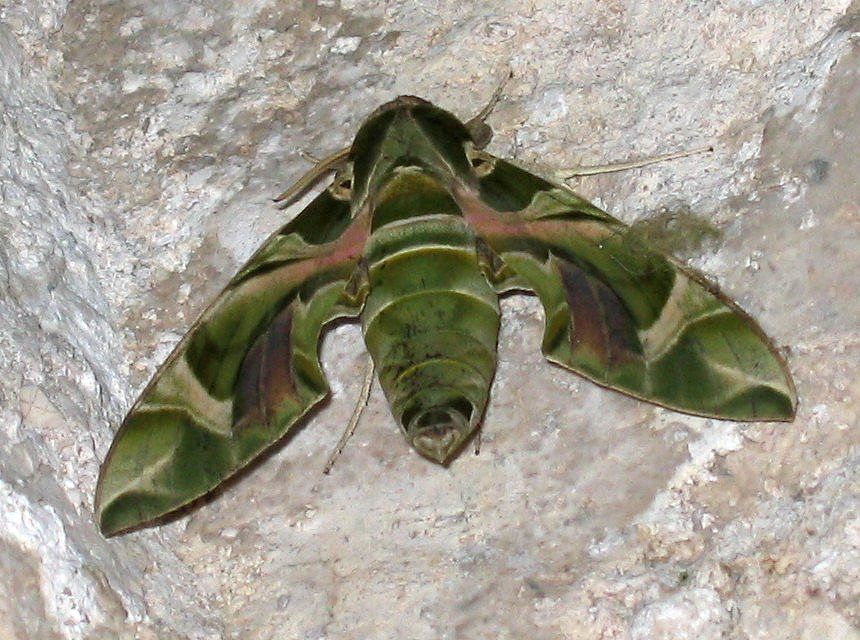
Daphnis nerii Oleanderpijlstaart
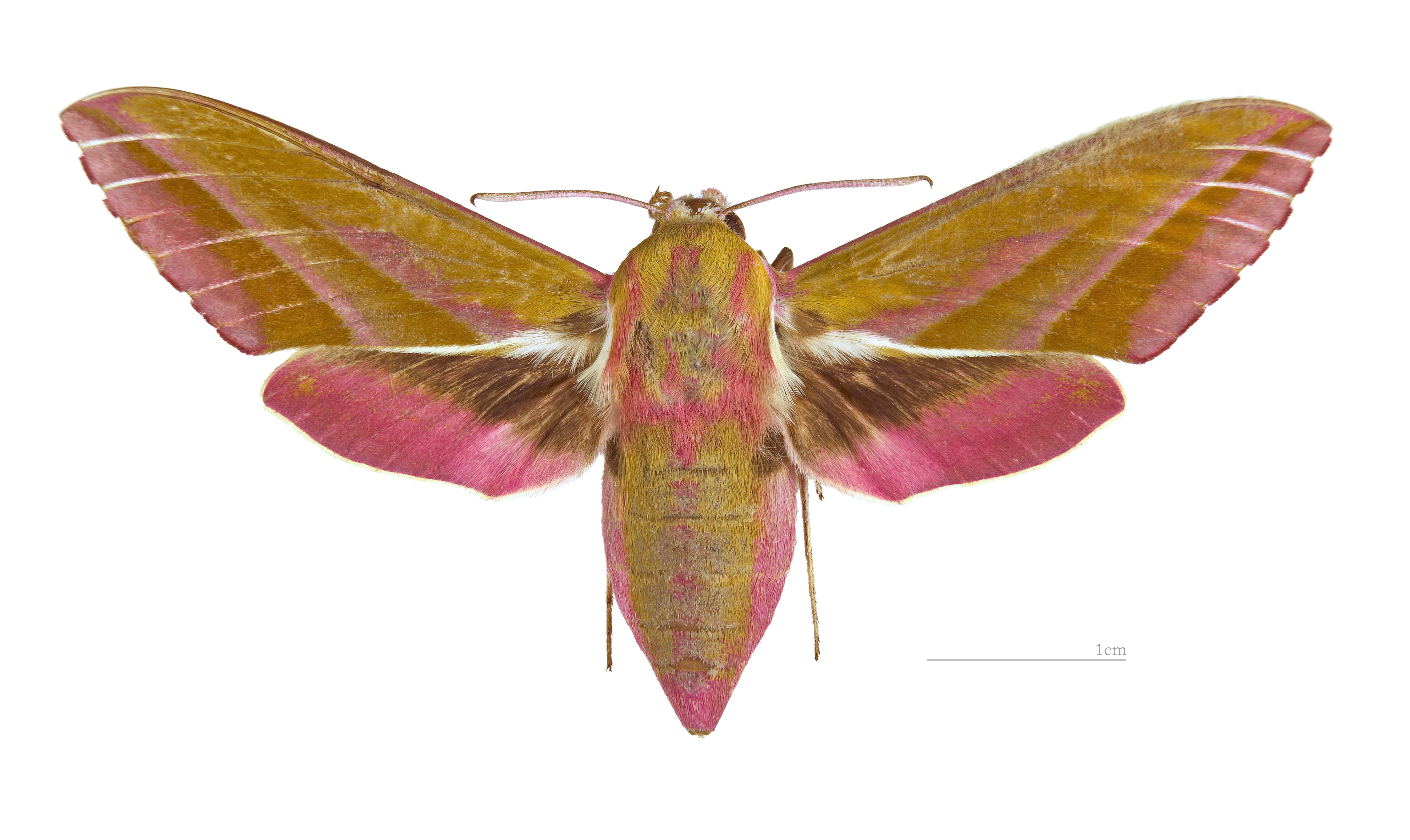
Deilephila elpenor Groot avondrood
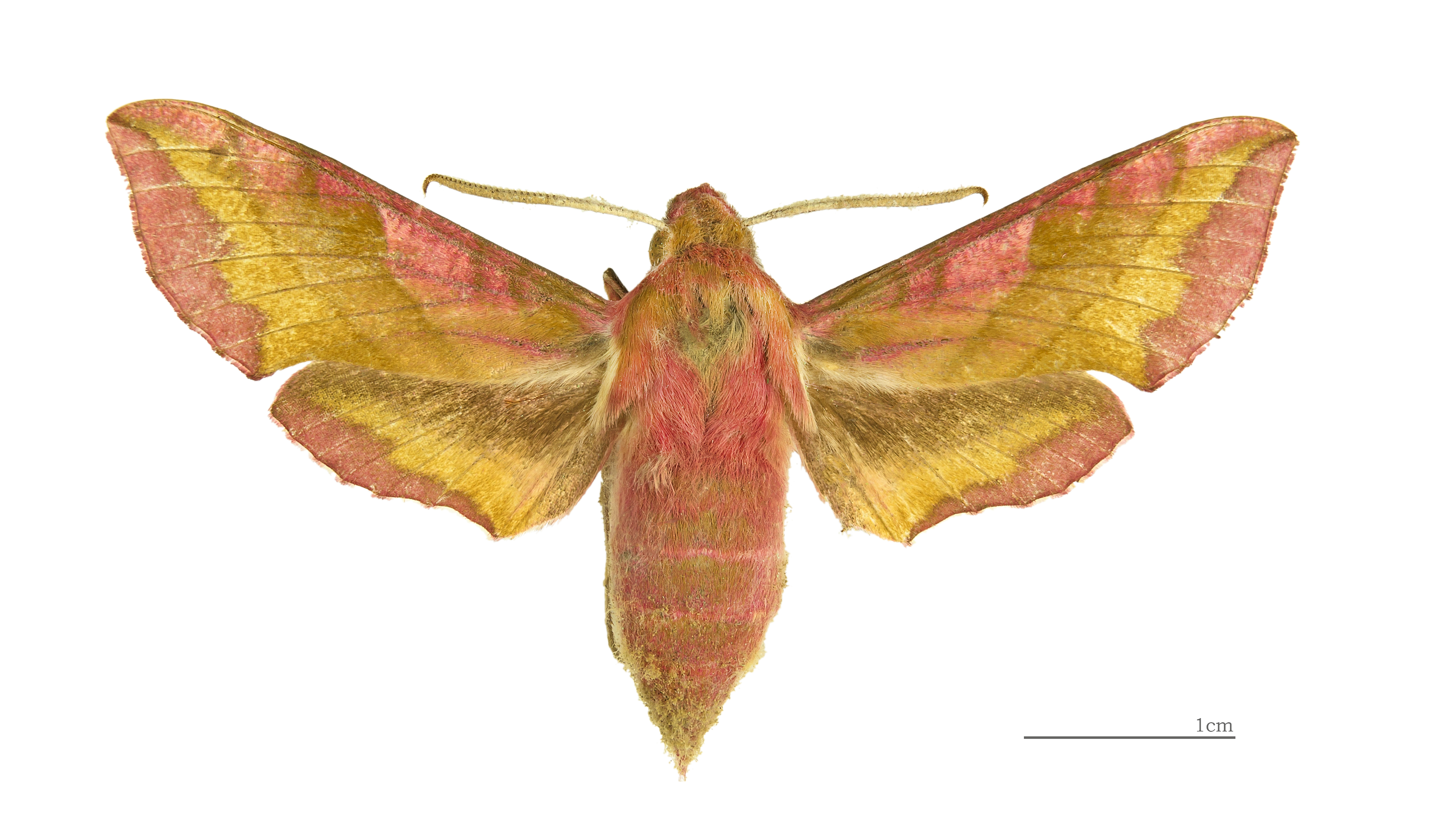
Deilephila porcellus Klein avondrood
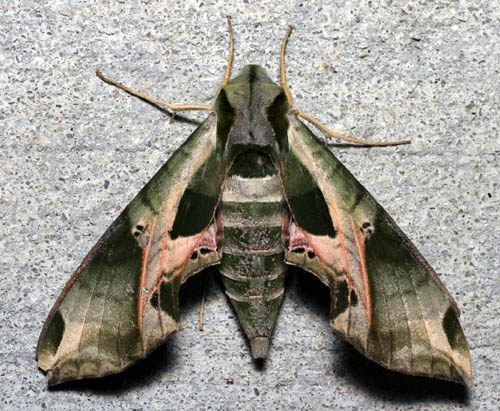
Eumorpha pandorus
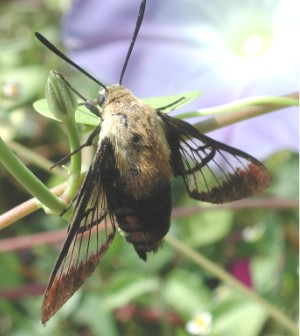
Hemaris diffinis
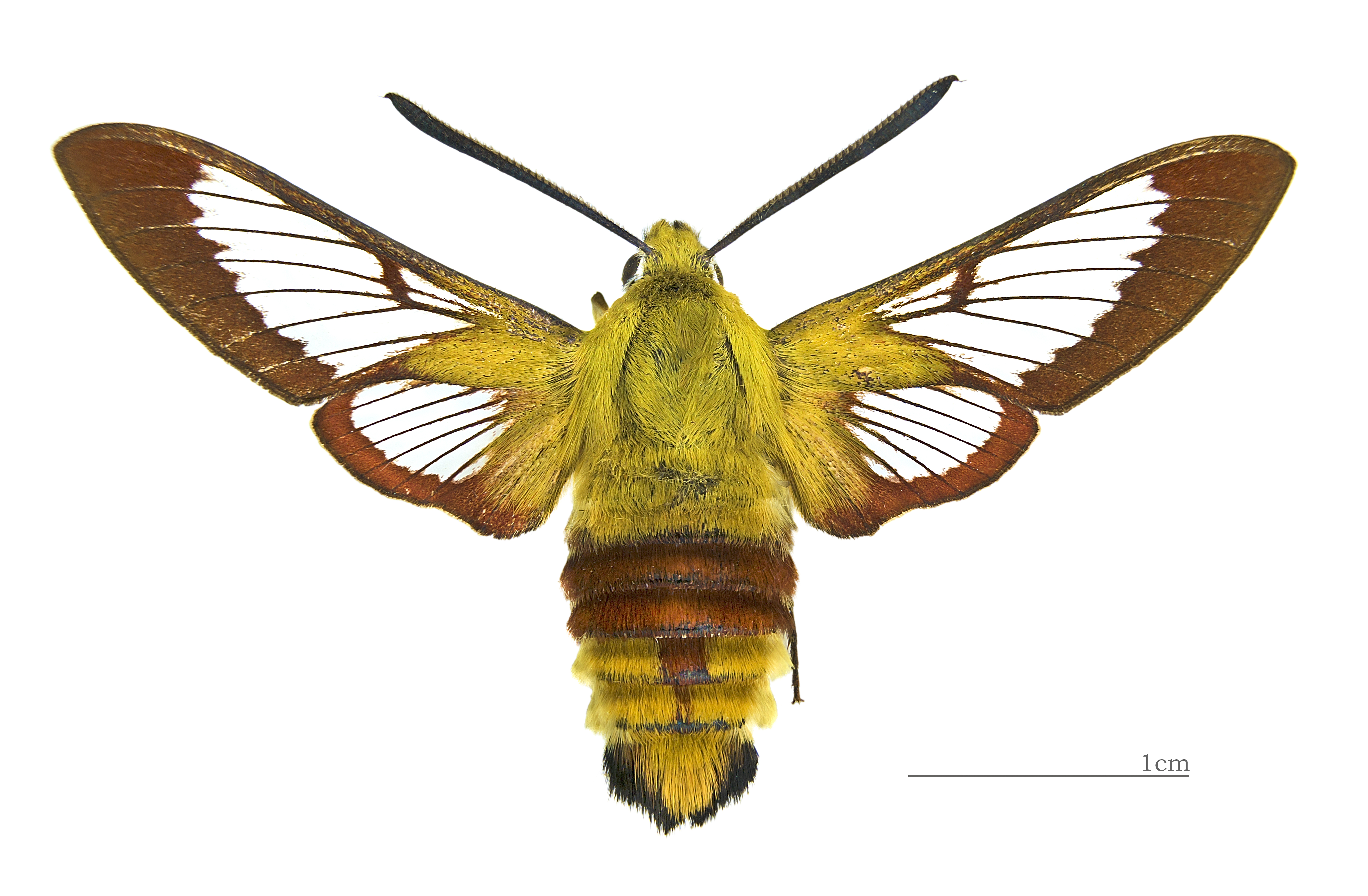
Hemaris fuciformis Glasvleugelpijlstaart
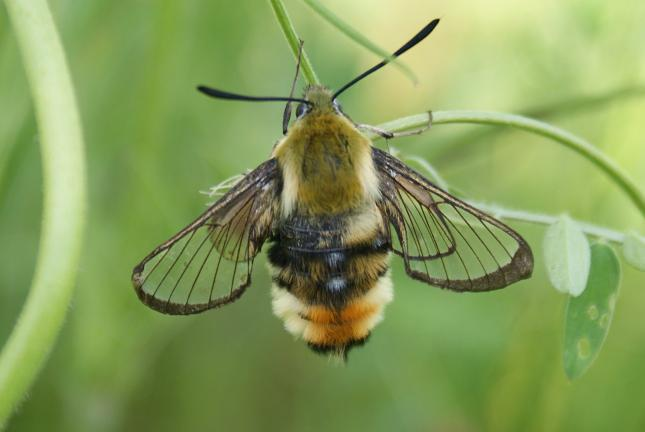
Hemaris tityus Hommelvlinder
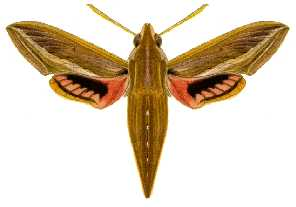
Hippotion celerio Wingerdpijlstaart
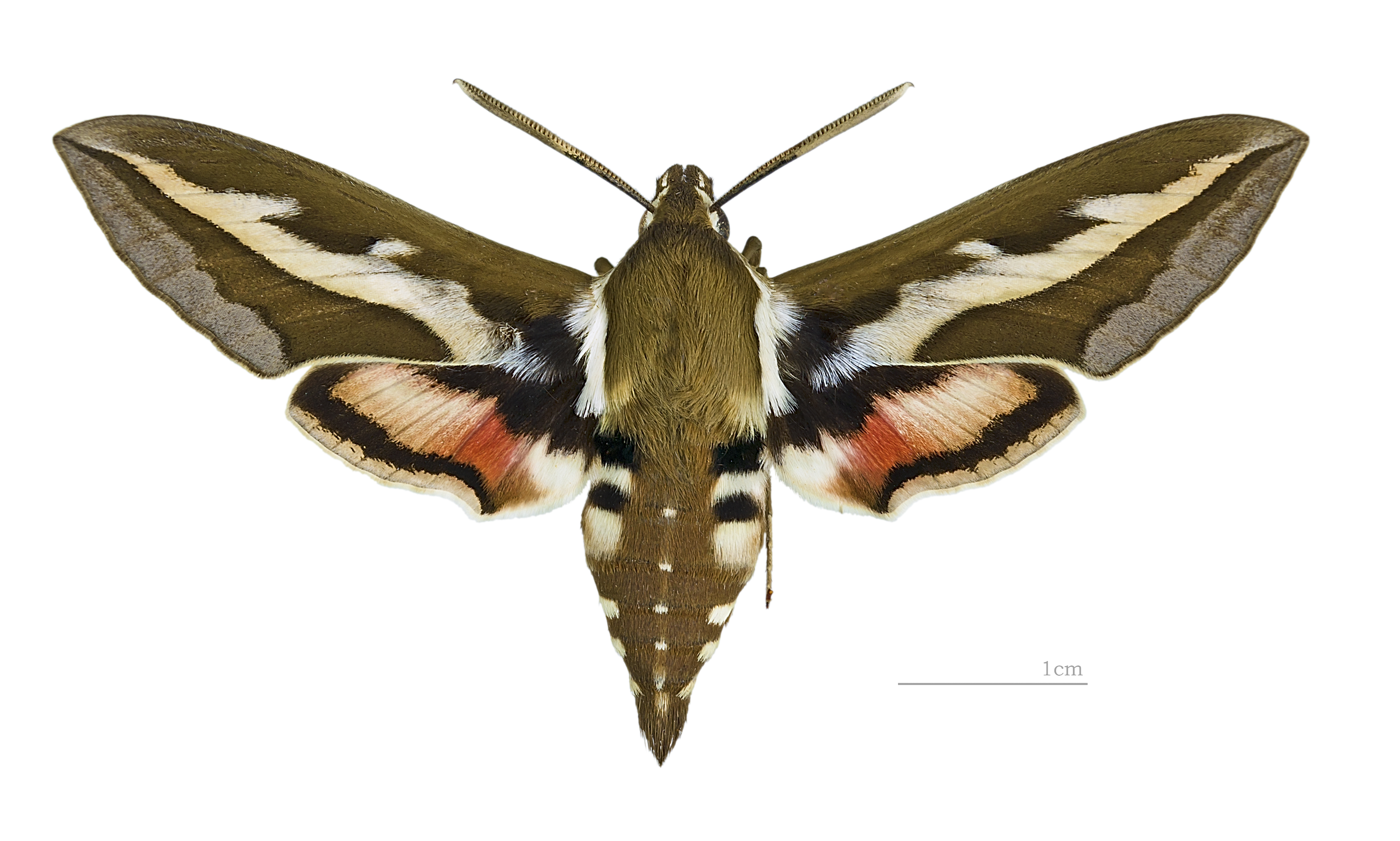
Hyles gallii Walstropijlstaart
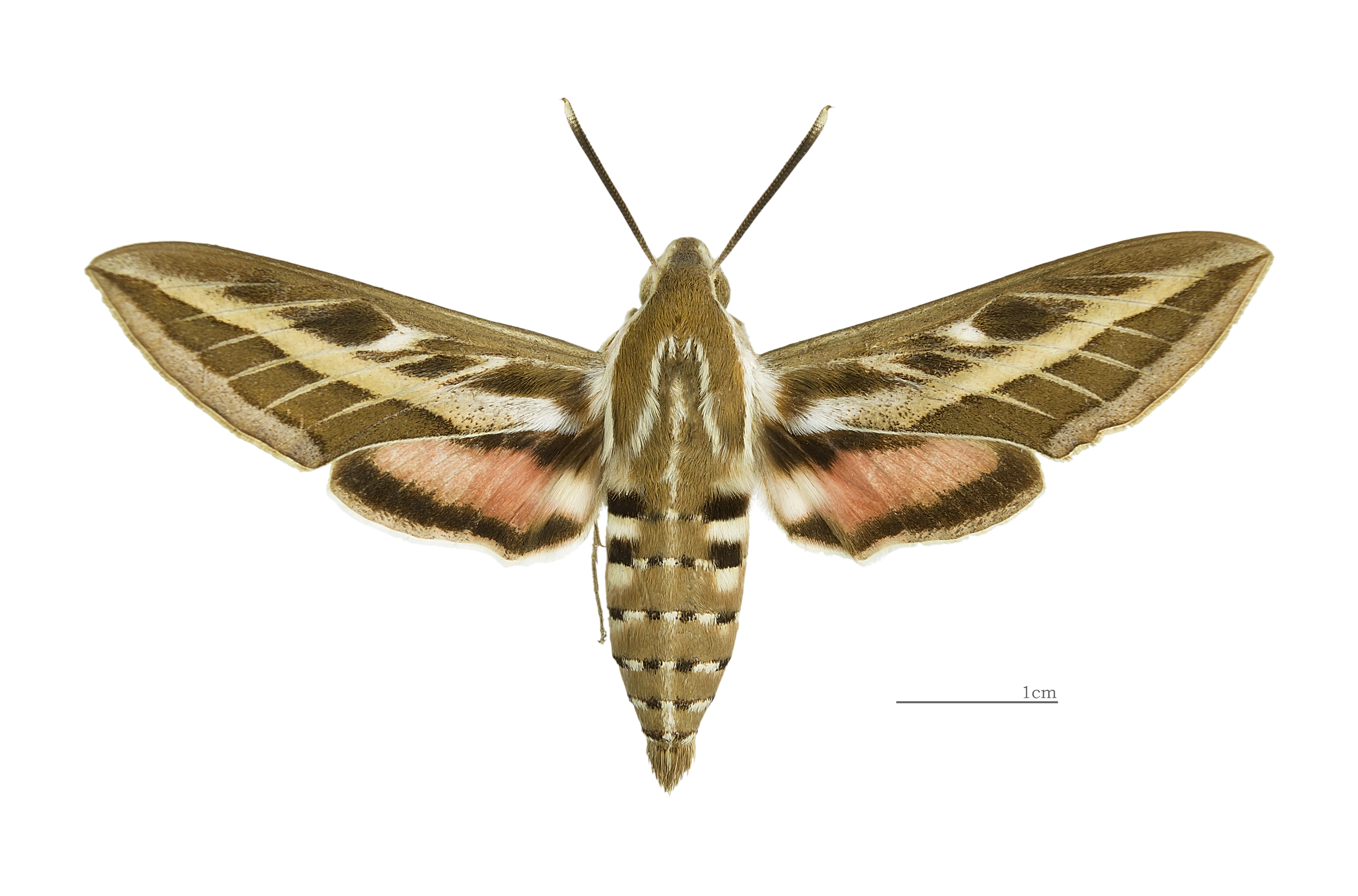
Hyles livornica Gestreepte pijlstaart
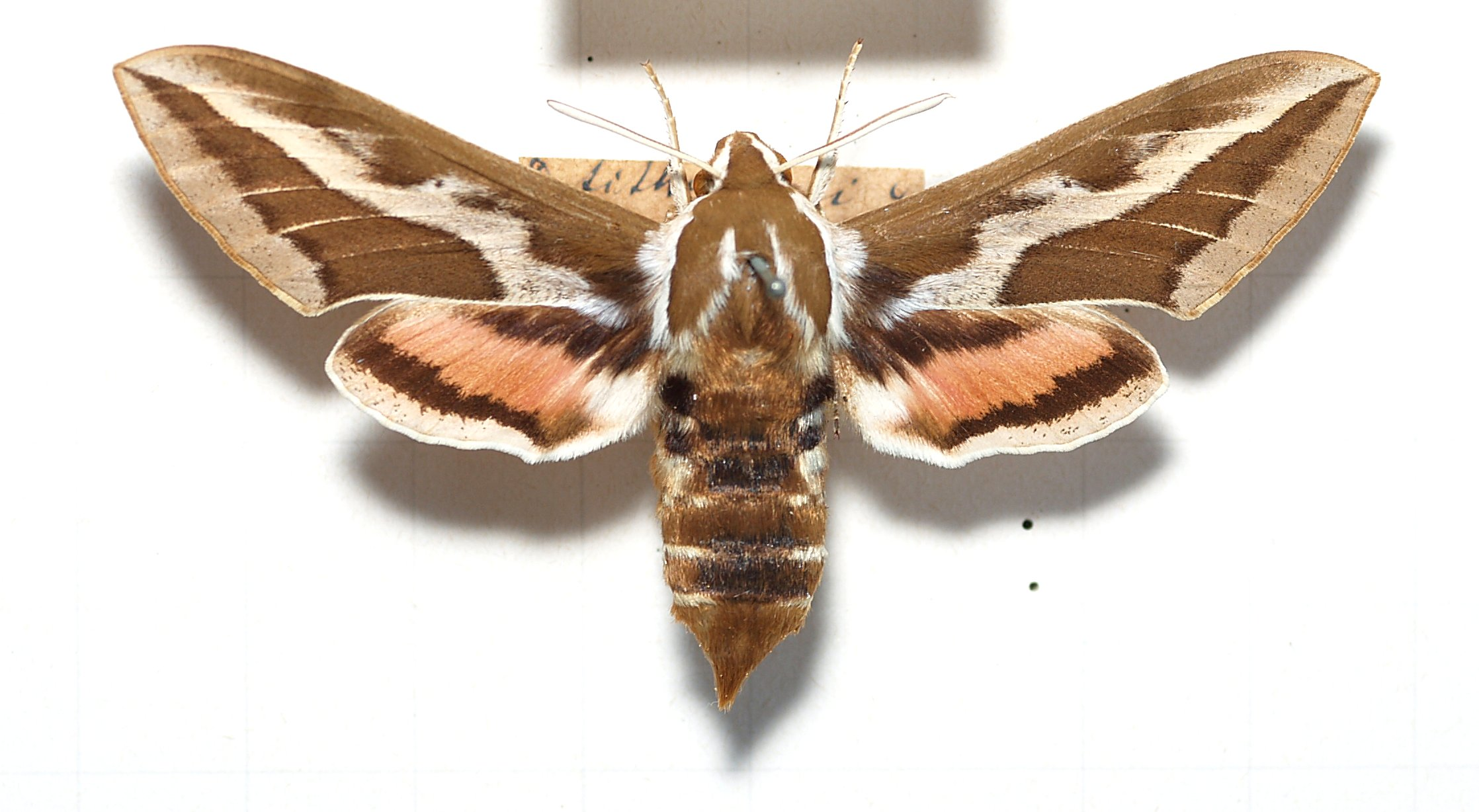
Hyles tithymali
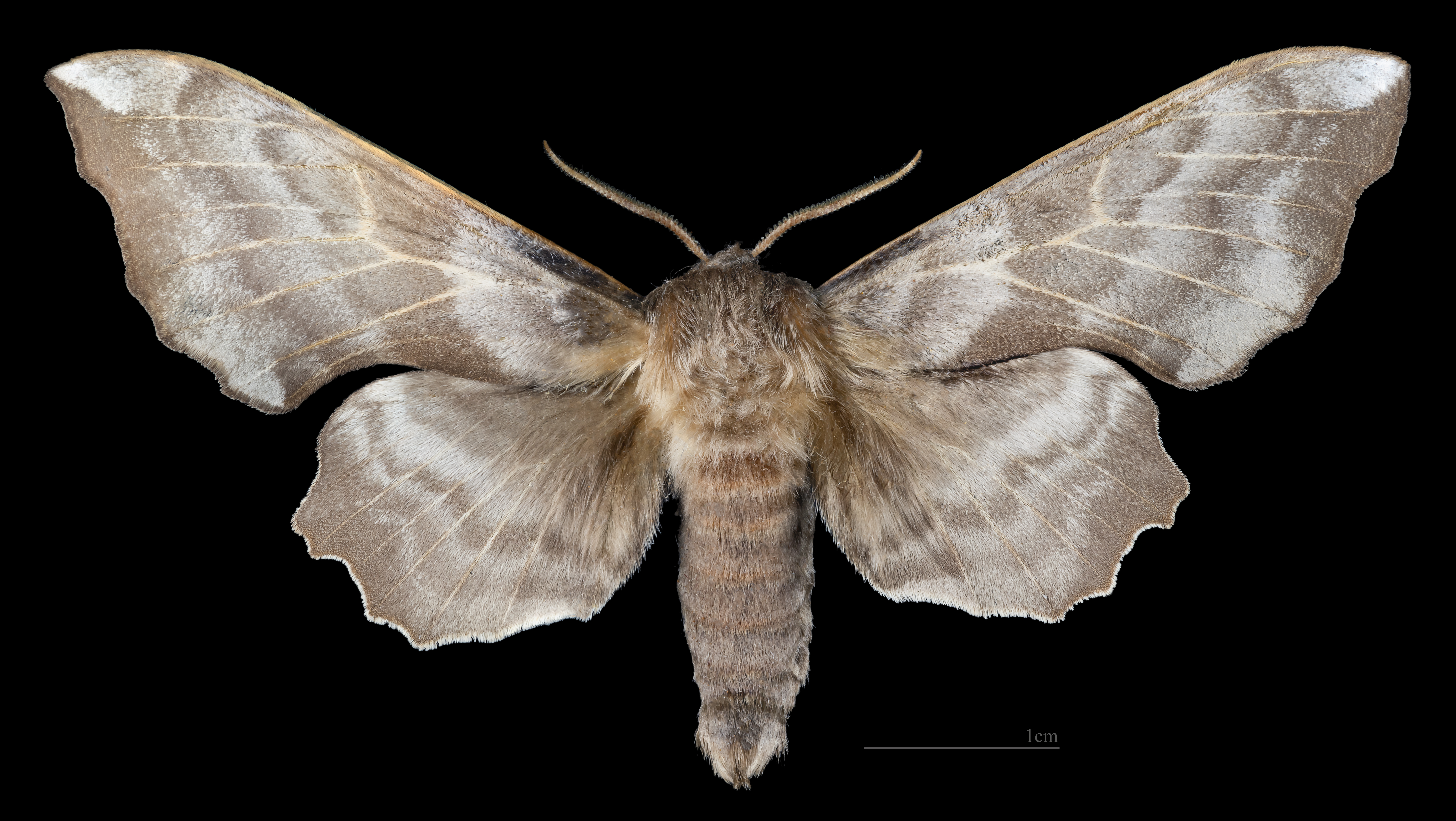
Laothoe amurensis
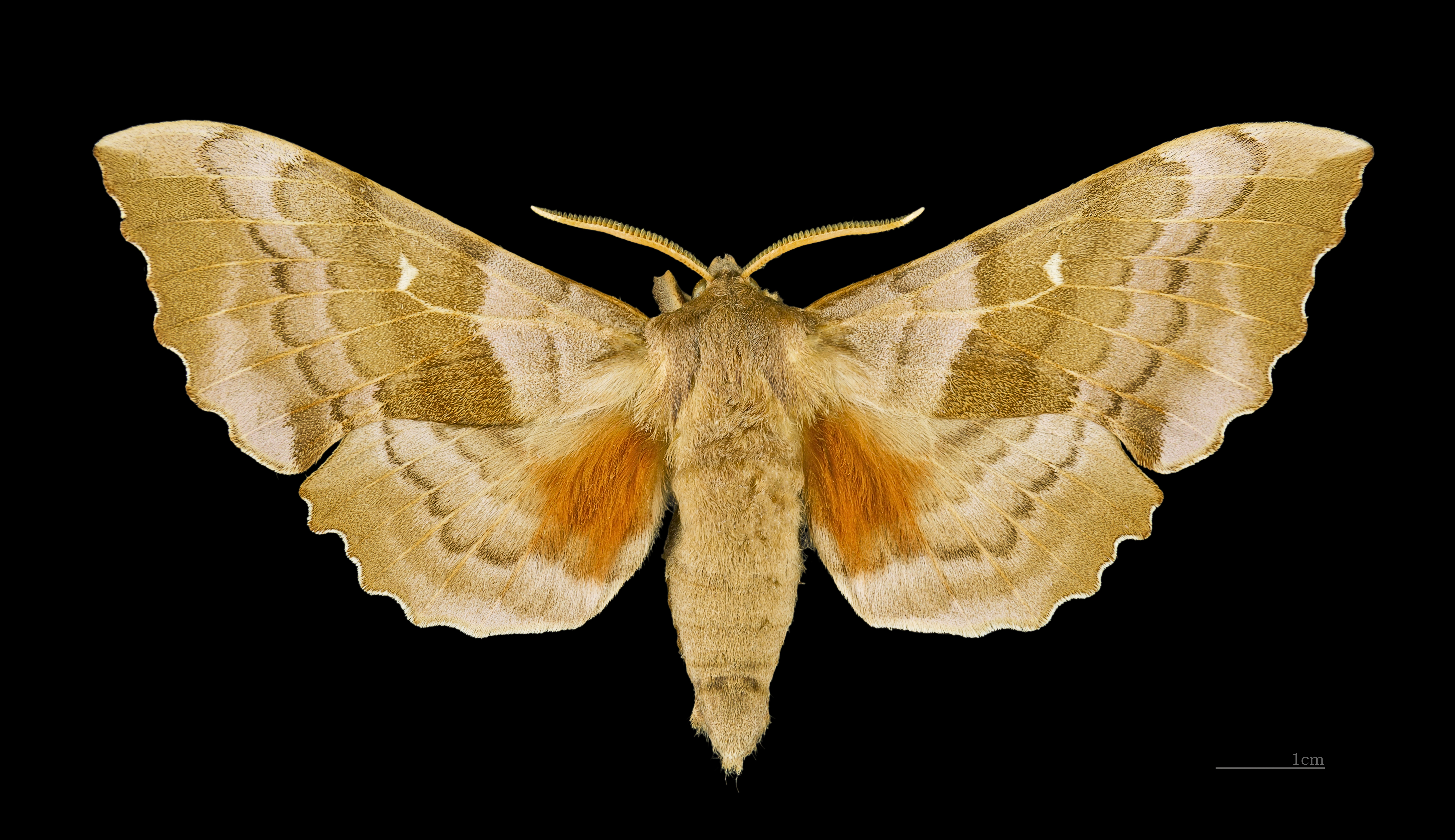
Laothoe populi Populierenpijlstaart
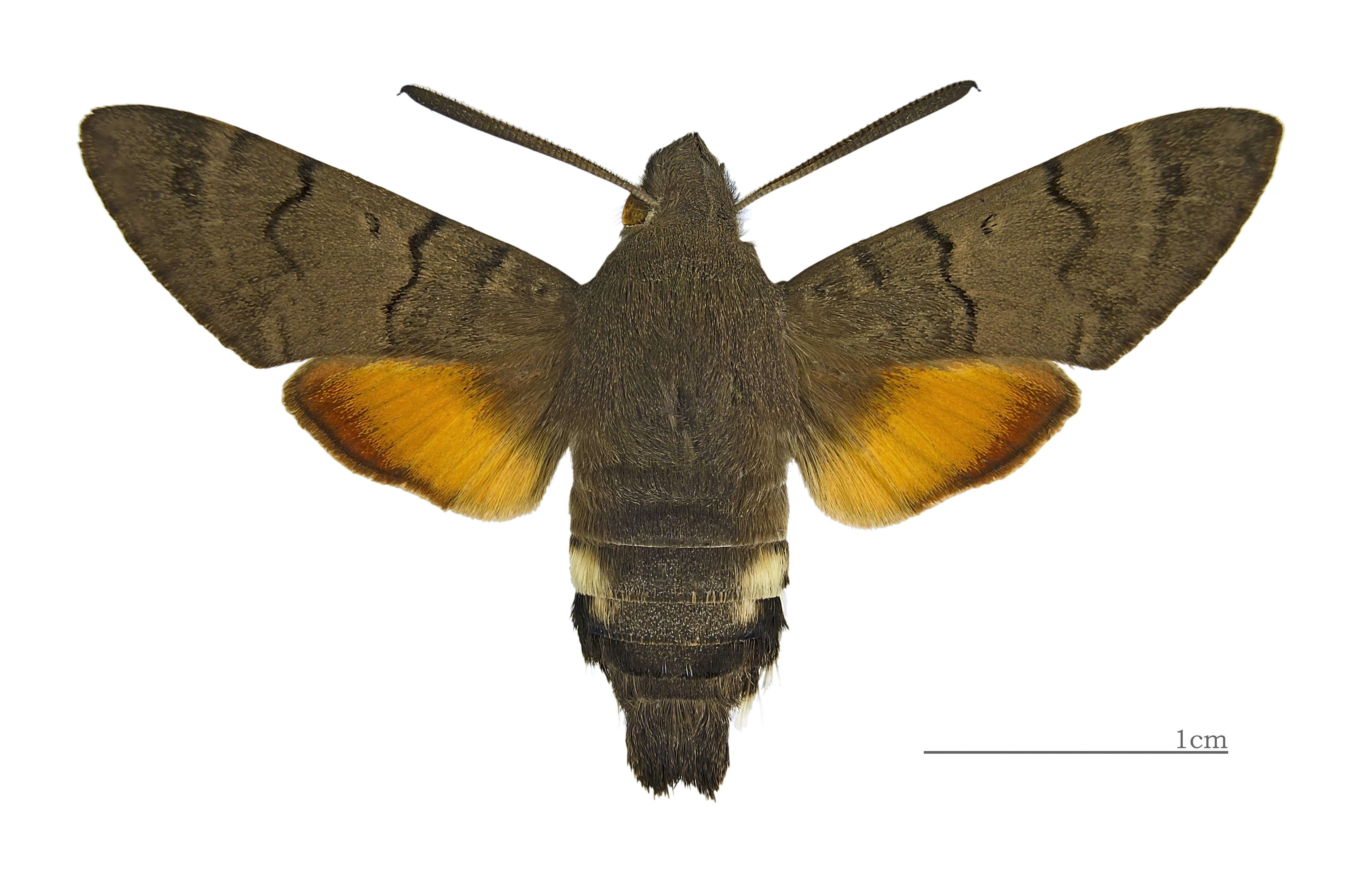
Macroglossum stellatarum Kolibrievlinder
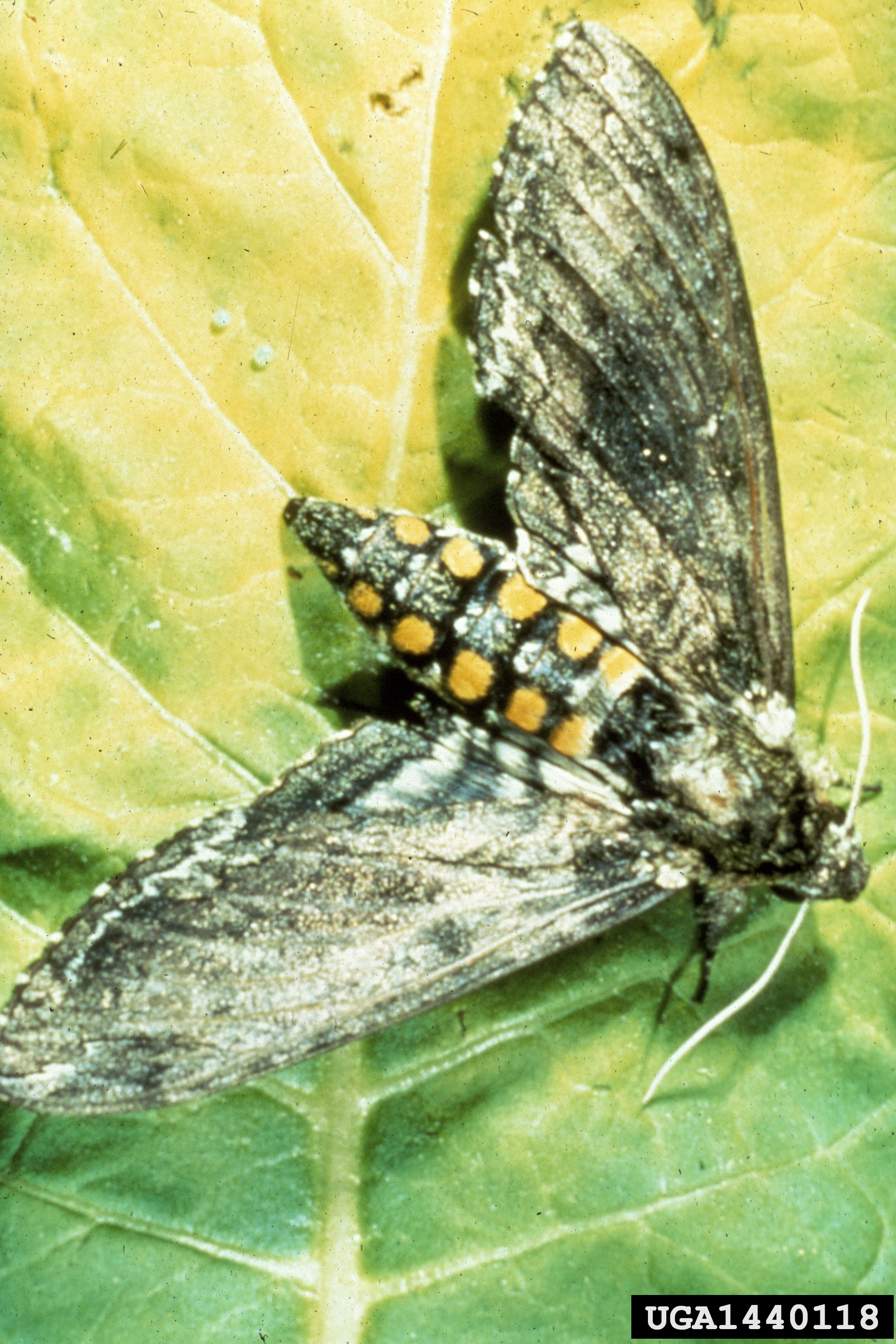
Manduca sexta
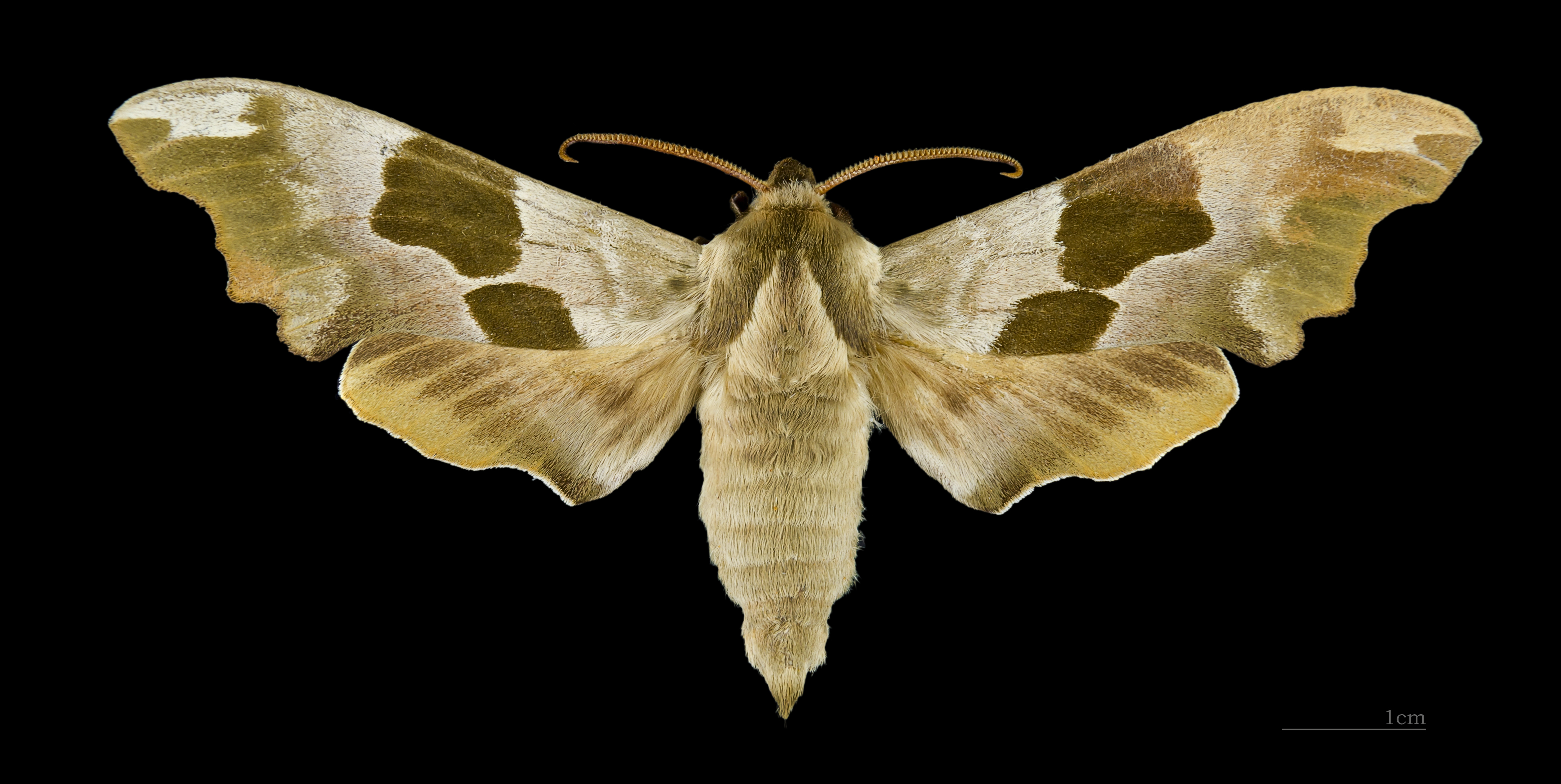
Mimas tiliae Lindepijlstaart
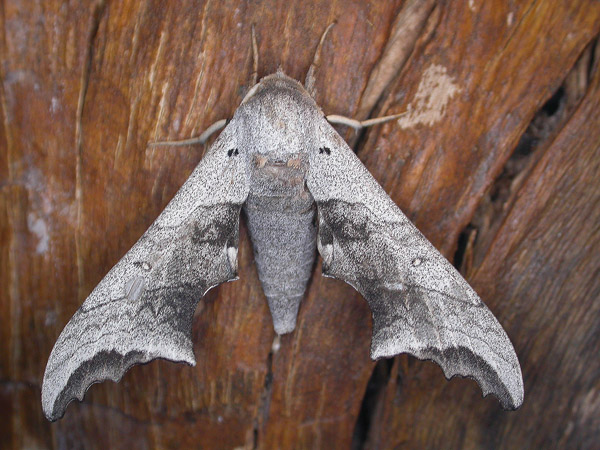
Polyptychoides assimilis
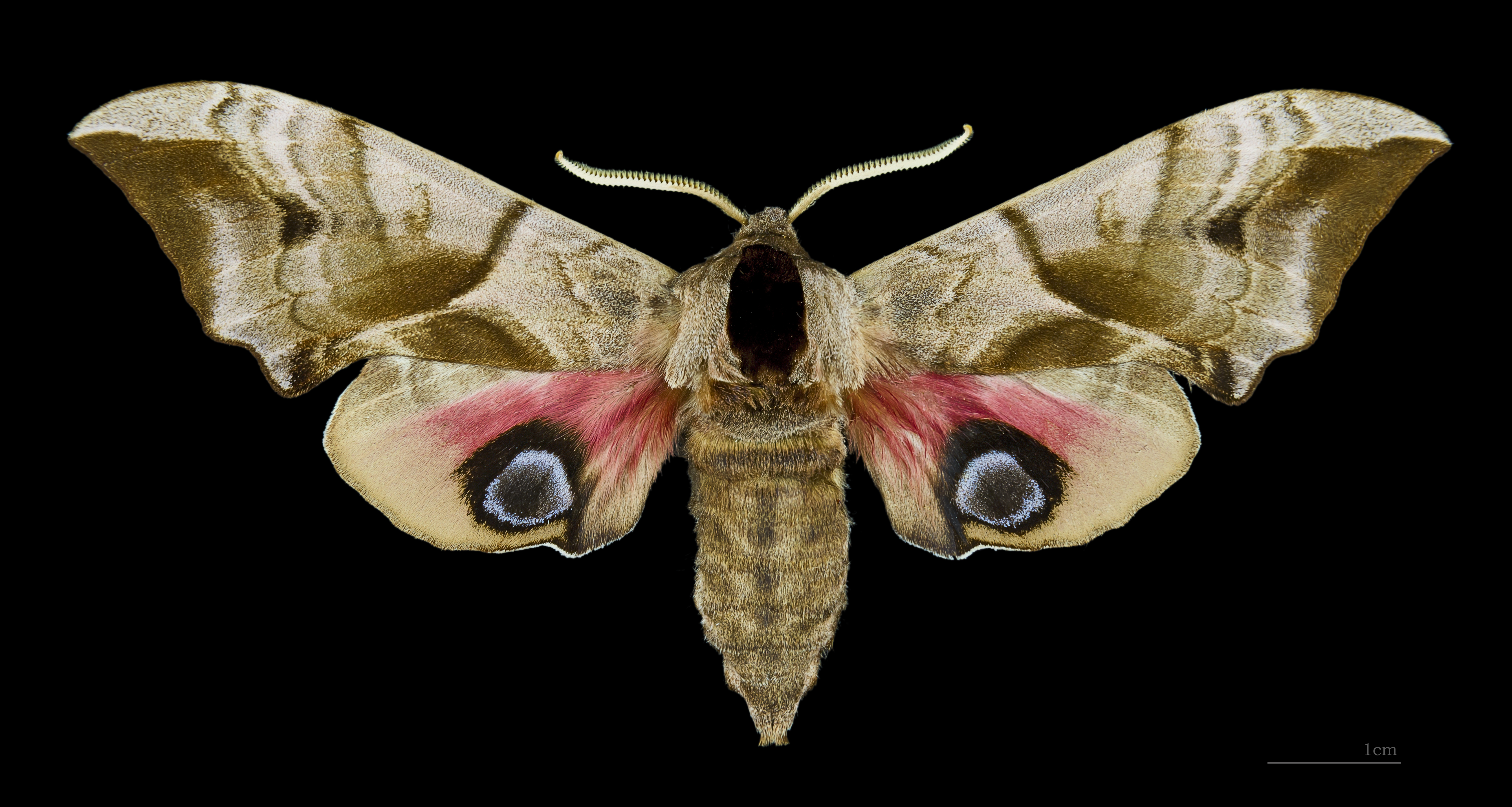
Smerinthus ocellata Pauwoogpijlstaart
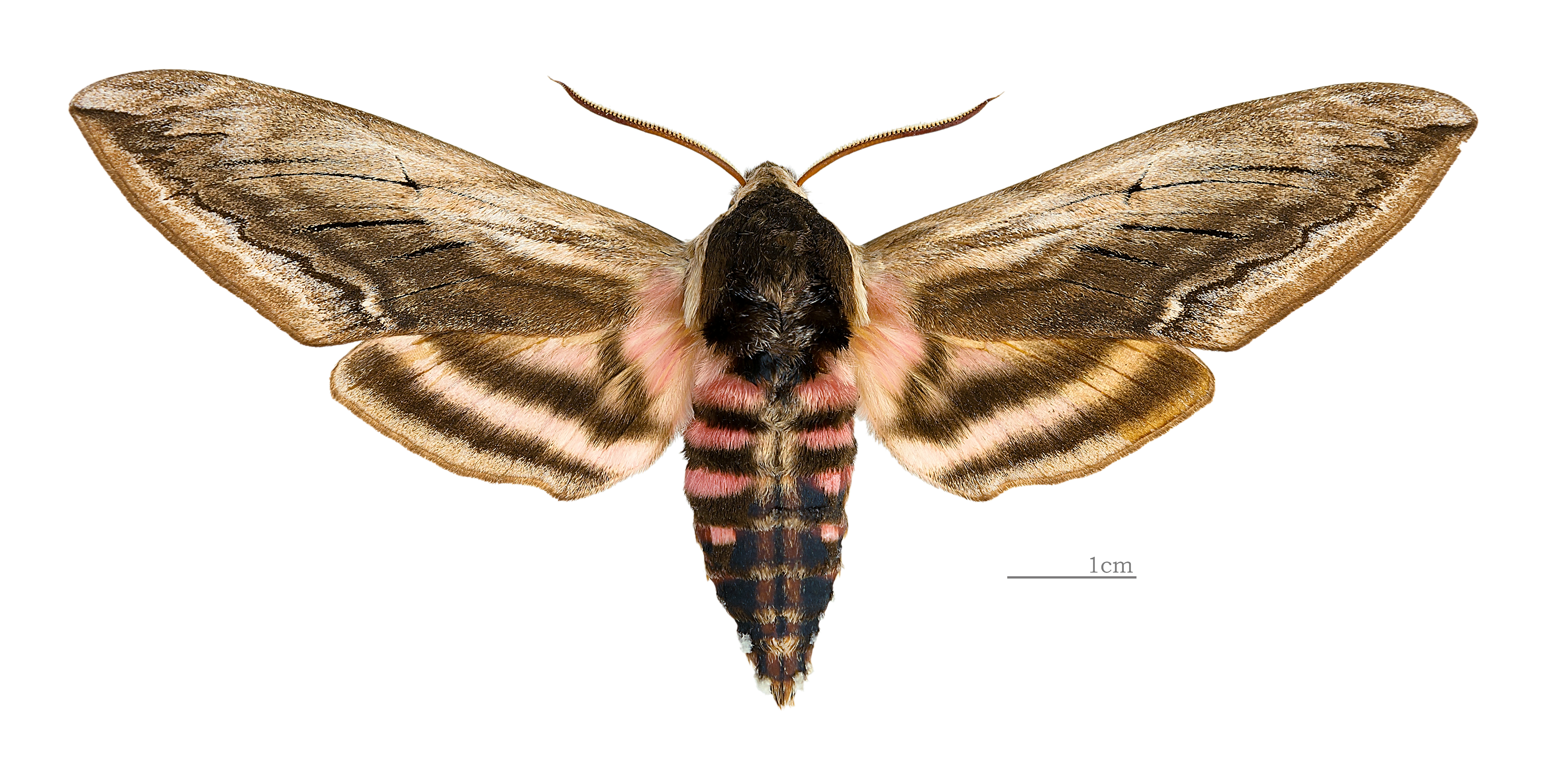
Sphinx ligustri Ligusterpijlstaart
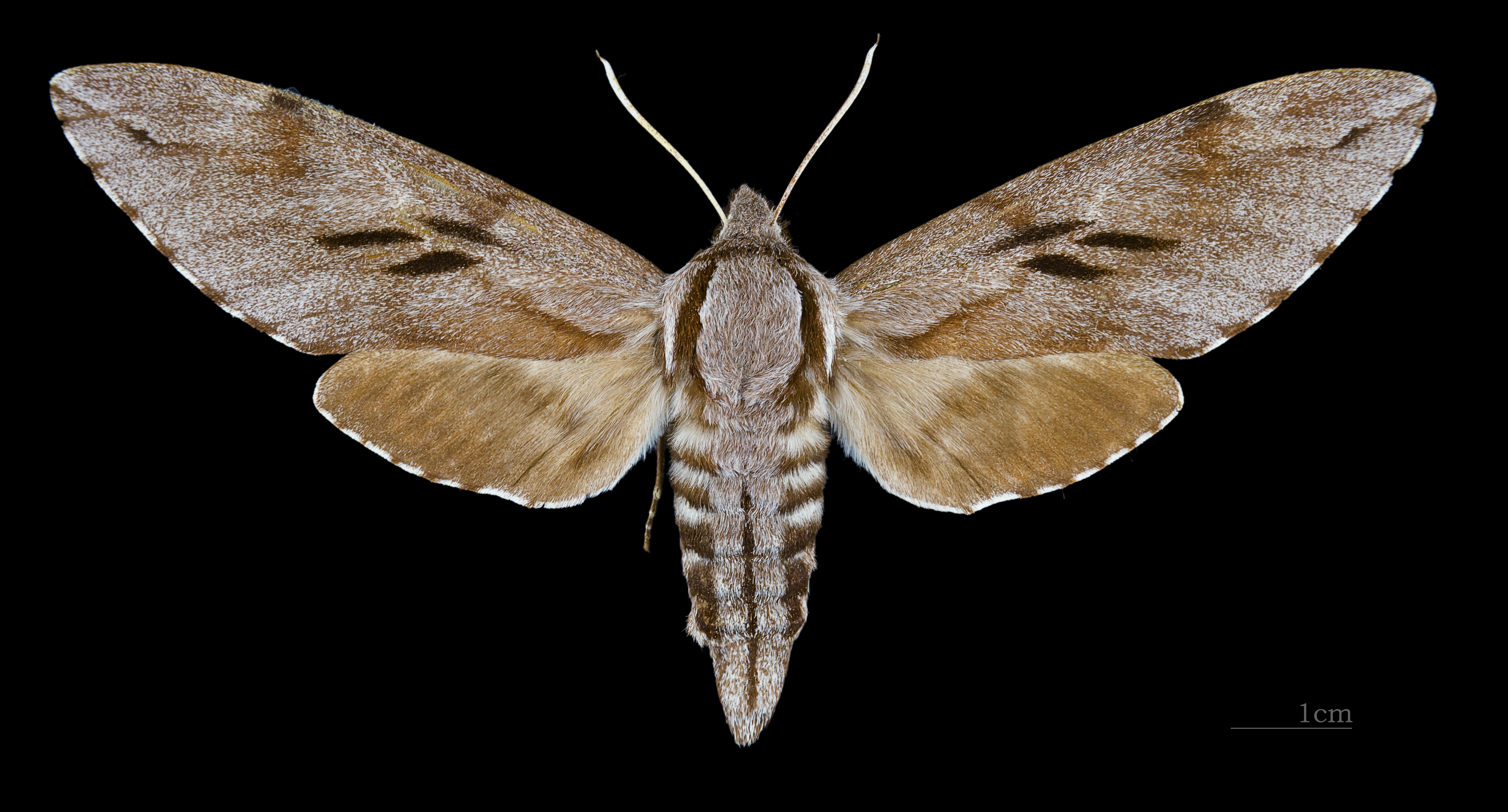
Sphinx pinastri Dennenpijlstaart
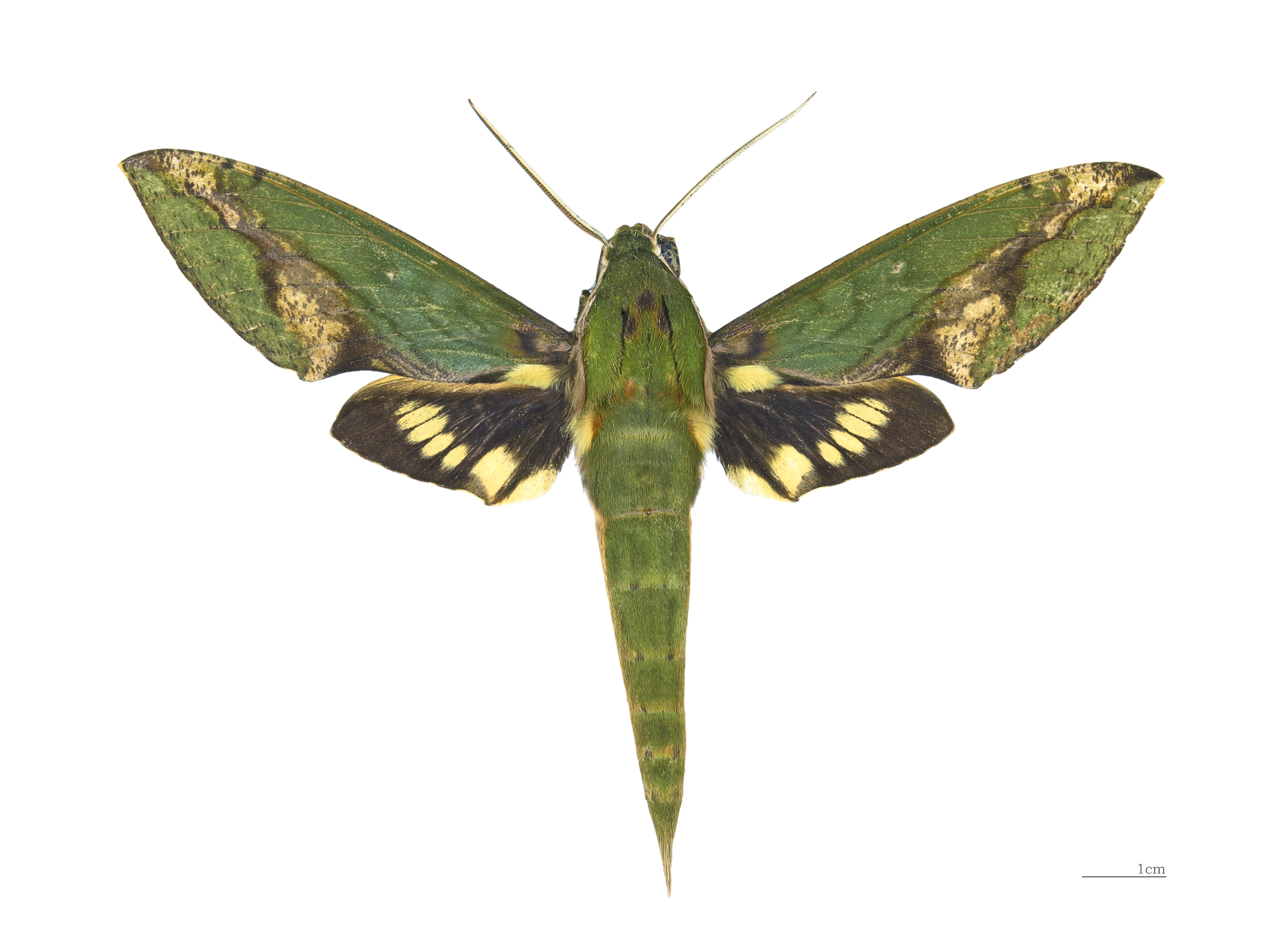
Xylophanes chiron